# Ceratophrys ornata
El escuerzo común, Ceratophrys ornata (Bell, 1843), también conocido por el nombre de rana cornuda argentina; es una especie de anfibio anuro de la familia Ceratophryidae. Es una especie característica de los pastizales templados del Cono Sur (Bioma Pampa), nativa de Brasil, Uruguay y Argentina.Es una especie de tamaño grande (8-13cm)
Las poblaciones más importantes se encuentran en la Provincia de Buenos Aires.   
Tiene una enorme boca y ojos salientes con dos pequeñas protuberancias en la cabeza semejantes a "cuernos". Es de cuerpo grueso. La hembra puede medir hasta 17 cm y el macho 12 cm (excluidas las patas). El promedio de vida es de 6 a 7 años, sin embargo hay algunos casos en que llegan a vivir hasta diez años. El rasgo más prominente del escuerzo es su enorme boca que ocupa prácticamente la mitad de su cuerpo. Su coloración es verde brillante, aunque también las hay de color verde oscuro, parcialmente negras e incluso ejemplares albinos. Es difícil distinguir los machos de las hembras, dado que los únicos dimorfismos existentes entre ambos sexos es el tamaño y que los machos pueden presentar sus gargantas de pigmentación más oscura.
Para alimentarse, suelen ocultarse bajo el barro, dejando fuera solo los ojos. Así permanecen casi inmóviles al acecho de cualquier presa que se ponga a su alcance. Cuando ésta aparece, saltan fuera del barro y se la tragan. Son tan voraces que a veces mueren por asfixia al querer engullir animales demasiado grandes (insectos, pájaros pequeños, mamíferos y otros anfibios). Pueden ser caníbales.
En su estado de renacuajo, los escuerzos, a diferencia de la mayoría de los anuros, son depredadores. Las larvas de esta y otras especies de escuerzos emiten un sonido debajo del agua, que se interpreta que sirve de protección para evitar la depredación, especialmente de especímenes de la misma especie (canibalismo).
De acuerdo con la última Categorización del Estado de Conservación de la Herpetofauna de la República Argentina (2012), el estado de conservación de esta especie ha sido elevado a la categoría "Vulnerable".

## Reproducción
Se reproducen sexualmente. La hembra deposita unos 2000 huevos en el agua y en dos semanas se convierten en renacuajos.

## Publicación original
- Bell, 1843. The Zoology of the Voyage of H.M.S. Beagle Under the Command of Captain Fitzroy, R.N., during the Years 1832 to 1836, v. 5, p. 1-51.